# Нижний полуостров Мичигана
Нижний полуостров Мичигана (англ. Lower Peninsula of Michigan, в обиходе — LOW) — южный из двух основных земельных массивов американского штата Мичиган, другим является Верхний полуостров. Он окружен водой со всех сторон, кроме его южной границы, которую он разделяет с Индианой и Огайо.

## Регионы
Нижний полуостров можно разделить на четыре основных региона в зависимости от геологических, почвенных и растительных различий; количество городских или сельских районов; меньшинства; и сельское хозяйство. Четыре основных региона, перечисленные ниже, могут быть далее разделены на субрегионы и перекрывающиеся области.
- Северный Мичиган
- Центральный Мичиган
  - Синие воды
  - залив Великих озёр
  - Южный Мичиган
- Западный Мичиган
  - Южный Мичиган
- Юго-восточный Мичиган
  - Метрополия Детройт